# Sasina
Sasina je místní část městyse Svitávka v okrese Blansko (Jihomoravský kraj). Nalézá se na samém okraji Českomoravské vrchoviny, v přírodním parku Halasovo Kunštátsko. Sasinou prochází silnice I/43 a železniční trať Brno - Česká Třebová.

## Fotogalerie

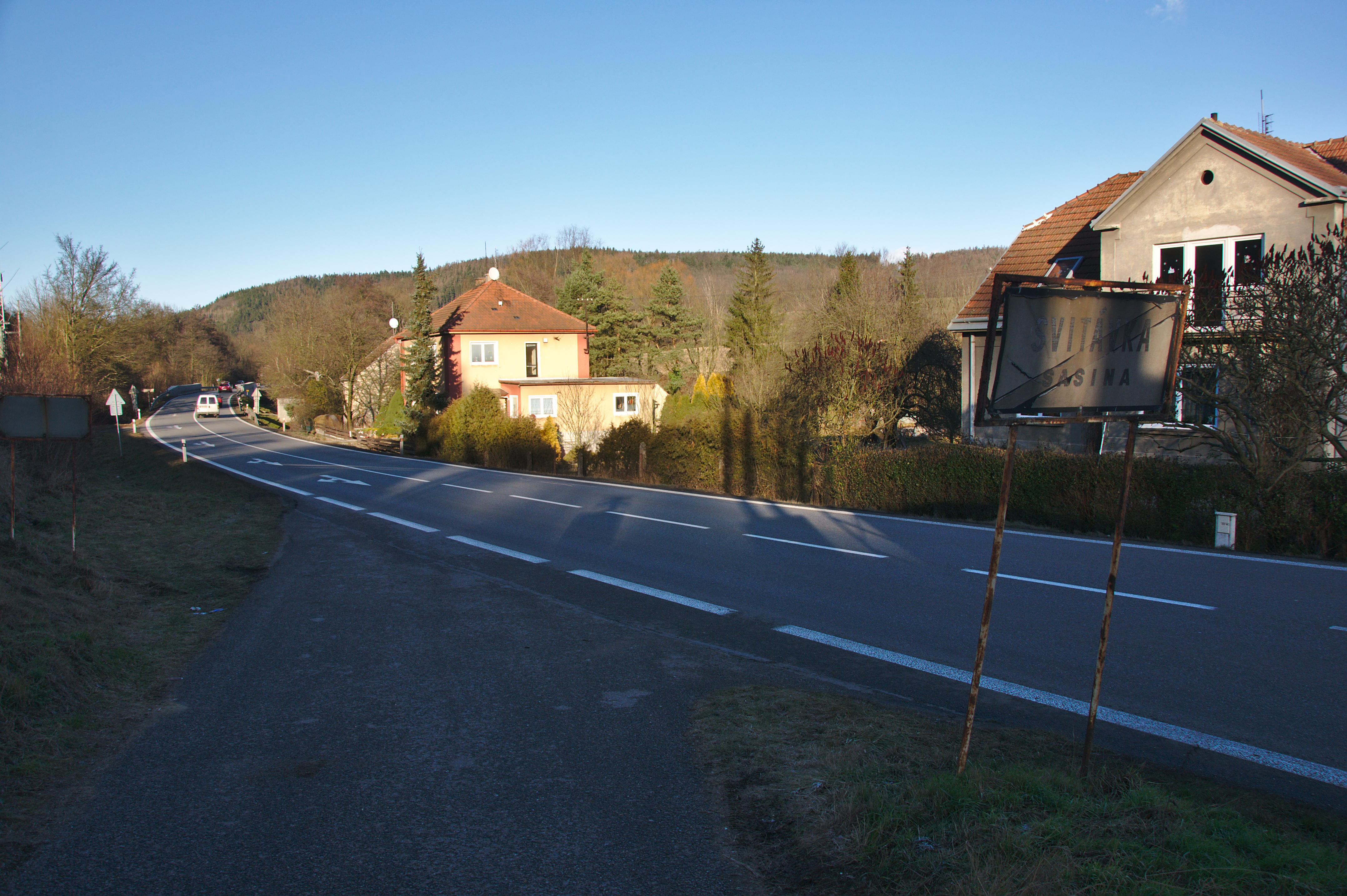
Značka konec obce u silnice I-43 procházející středem vesnice
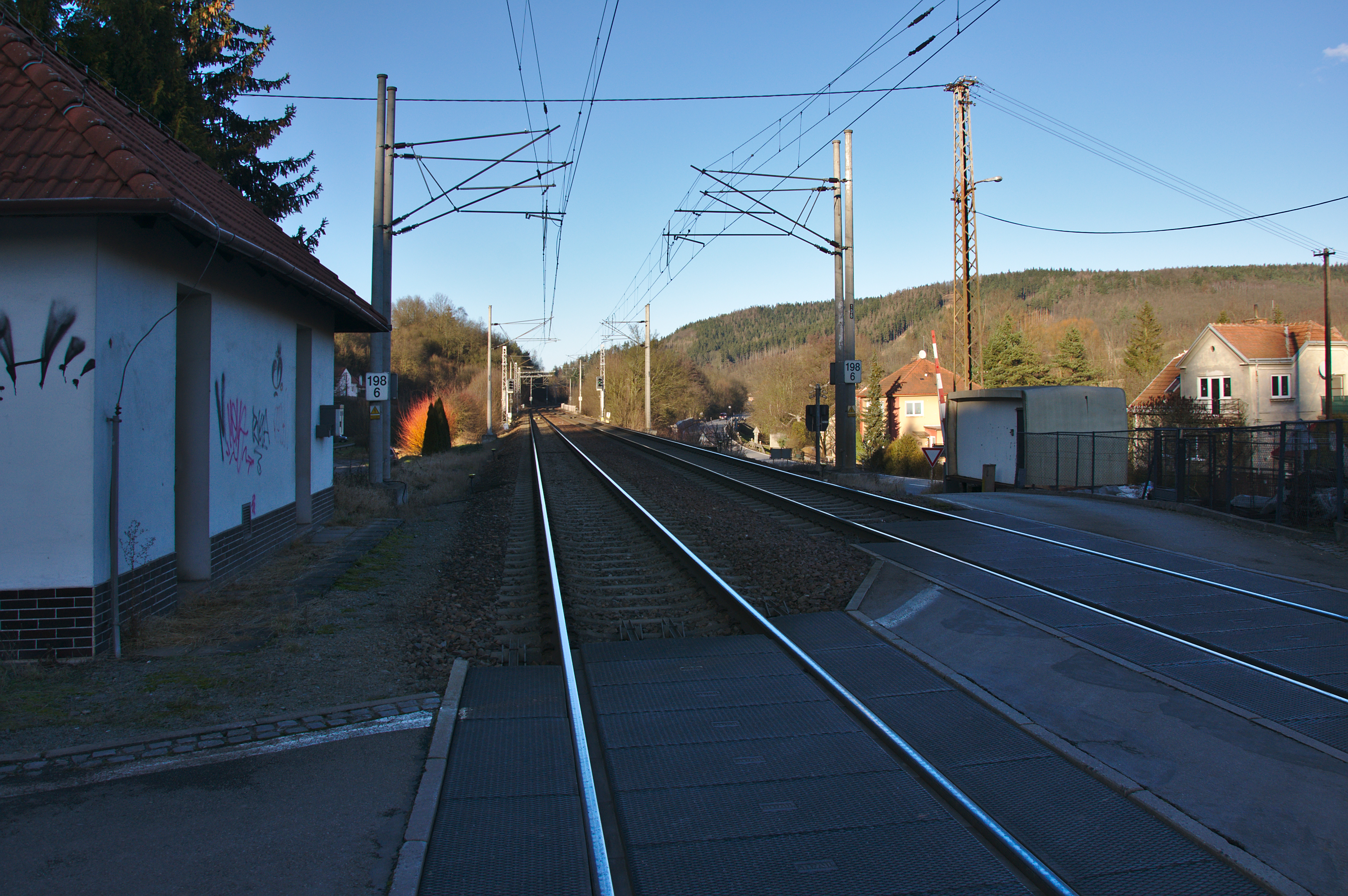
Železniční trať Svitavy – Brno procházející středem vesnice